# Церар, Мирослав
Мирослав Церар (словен. Miroslav Cerar, 29 октября 1939) — югославский гимнаст, двукратный олимпийский чемпион и многократный чемпион мира.
Мирослав Церар родился в 1939 году в Любляне (Королевство Югославия). Первый успех на международной арене пришёл к нему в 1958 году, когда на Кубке мира в Москве он завоевал бронзовую медаль в упражнениях на коне. На Олимпийских играх 1960 года в Риме Церар в составе югославской команды разделил 8-9 места, а в упражнениях на перекладине был 5-м.
В 1961 году на чемпионате Европы в Люксембурге Мирослав Церар завоевал четыре золотых медали и две бронзовых, в 1962 — две золотые медали чемпионата мира, в 1963 — четыре золотых, одну серебряную и одну бронзовую медали чемпионата Европы в Белграде. В 1964 году на Олимпийских играх в Токио Мирослав Церар, знаменосец югославской сборной на церемонии открытия, завоевал золотую медаль в упражнениях на коне и бронзовую — в упражнениях на перекладине. В 1965 году ему достались одна золотая, две серебряные и одна бронзовая медали чемпионата Европы в Антверпене, в 1966 — золотая и бронзовая медали чемпионата мира, в 1967 — серебряная и бронзовая медали чемпионата Европы. На Олимпийских играх 1968 года в Мехико сборная Югославии по гимнастике заняла 6-е место, но Мирослав Церар завоевал золотую медаль в упражнениях на коне. В 1969 году он завоевал золотую, серебряную и бронзовую медали чемпионата Европы, в 1970 — золотую медаль чемпионата мира. В 1971 году Мирослав Церар завершил спортивную карьеру.
Включён в Зал славы словенских спортсменов.

## Интересные факты
- Мирослав Церар является отцом словенского политика Мирослава Церара-младшего, который занимал должность премьер-министра Словении в 2014—2018 годах.
- Мирослав Церар был лидером всеюгославской Эстафеты молодости в 1965 году.